# Ujamaa
|  | Denne artikel er oprettet af botten PalnaBot ud fra en ekstern database. Den kan derfor have sproglige fejl eller mangler. Denne skabelon kan fjernes efter kontrol af indholdet. |

Ujamaa er en film instrueret af Erik Odde.

## Handling
Ujamaa er den tanzanianske betegnelse for familiefællesskaber i små landsbysamfund, hvor man deler alt med hinanden. Filmen viser hjælpearbejde i form af kamp mod tæger, der tager livet af husdyr, skolegang, de 2-3 årlige sundhedsbesøg i landsbyerne. Tillige får man et indblik i kaffedyrkning. Og industrialisering. Men det er den tanzanianske regerings ønske at fokusere mindre på industrialisering efter vestligt forbillede og støtte de tropiske småbønder ved at vende tilbage til Ujamaa.